# Duff (Simpsonovi)

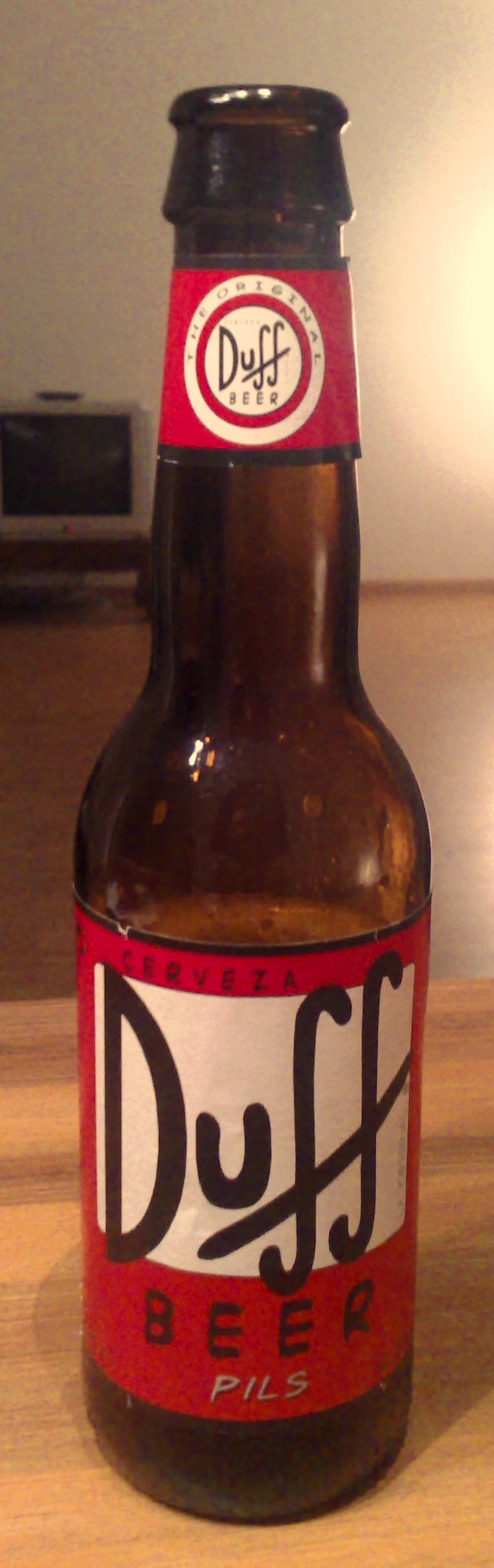
Pivo Duff

Duff je pivo vyskytující se v americkém animovaném seriálu Simpsonovi. Mezi nejzarytější konzumenty patří Barney Gumble, Lenny, Carl, Vočko a Homer Simpson. Pivo Duff má i svého maskota, tím je Duffman, obdoba Supermana. Místo Duffmana byl maskotem i Spasitel a také žralok. 
Duff se objevuje také v The Simpsons Game, kde je v jedné misi potřeba splnit Duff běh; kdo ho vyhraje, dostane speciální sérii piva Duff.
Tvůrce seriálu Matt Groening se ohledně výroby piva Duff staví velmi negativně. Především kvůli mladším dětem nechce, aby bylo v seriálu propagováno něco alkoholického, co by si právě mladší publikum mohlo koupit na ulici. Proto v USA není prakticky žádná možnost legálně koupit pivo Duff, jehož obchodní značku má zaregistrovanou televizní společnost Fox. V Evropě je situace o něco jiná. Německo má vlastní pivovar, kde se vyrábí „The legendary Duff Beer“. Ačkoliv má podobné logo jako pivo v seriálu, kvůli autorským právům nesmí být nijak spojováno se Simpsonovými.

## Fudd
Fudd je pivo ze sousedního města Shelbyville. Jde o hlavního  konkurenta piva Duff. Prodává se v shelbyvillské hospodě U Joea (jde o tutéž hospodu jako ve Springfieldu U Vočka, pouze se liší majitel), ve výhodném obchodě Speed-E-Mart (podobný obchod jako Springfieldský Kwik-E-Mart) a baru Beer-N-Brawl.
Pivo Fudd má i svou variantu s názvem Fudd Dry.